# Neuhaus am Klausenbach
Neuhaus am Klausenbach (węg. Vasdobra) – gmina targowa w Austrii, w kraju związkowym Burgenland, w powiecie Jennersdorf. Liczy 951 mieszkańców (1 stycznia 2014).

## Współpraca
Miejscowość partnerska:
- Neuhaus am Inn, Niemcy